# Contea di Murray (Nuovo Galles del Sud)
La contea di Murray è una Local Government Area che si trova nel Nuovo Galles del Sud. Essa si estende su una superficie di 4.345 chilometri quadrati e ha una popolazione di 7.319 abitanti. La sede del consiglio si trova a Mathoura.